# Acritus abundans
Acritus abundans är en skalbaggsart som beskrevs av Cooman 1932. Acritus abundans ingår i släktet Acritus och familjen stumpbaggar. Inga underarter finns listade i Catalogue of Life.